# Рістілайу
Рі́стілайу (ест. Ristilaiu abaja, Ristilaiu abajas) — природне озеро в Естонії, у волості Вальяла повіту Сааремаа.

## Розташування
Рістілайу належить до Західно-острівного суббасейну Західноестонського басейну.
Озеро лежить на південний схід від села Сійксааре.
Акваторія водойми входить до складу природного заповідника Лайдеваге.

## Опис
Загальна площа озера становить 1,1 га. Довжина — 200 м, ширина — 150 м. Найбільша глибина — 1 м. Довжина берегової лінії — 569 м.